# Scieropepla
Scieropepla is een geslacht van vlinders van de familie sikkelmotten (Oecophoridae), uit de onderfamilie Xyloryctinae.

## Soorten
- S. acrates Meyrick, 1890
- S. argoloma Lower, 1897
- S. byblinopa Lower, 1925
- S. liophanes Lower, 1890
- S. megadelpha Lower, 1899
- S. nephelocentra Lower, 1933
- S. nettomorpha Meyrick, 1930
- S. oxyptera Meyrick, 1890
- S. plotinodes Lower, 1897
- S. polyxesta Meyrick, 1890
- S. ptilosticta Meyrick, 1915
- S. reversella (Walker, 1864)
- S. rimata Meyrick, 1890
- S. serina Meyrick, 1890
- S. silvicola Meyrick, 1890
- S. typhicola Meyrick, 1886